# Predatoroonops
Predatoroonops — рід аранеоморфних павуків родини Oonopidae. Ендемічний рід бразильського атлантичного лісу, містить 17 видів.

## Виявлення
Вперше про відкриття роду Predatoroonops було повідомлено у Бюлетені Американського музею природознавства у червні 2012 року. До роду входить сімнадцять раніше невідомих видів. Всі його представники є ендемічними для Бразилії. Види було відкрито групою бразильських арахнологів Інституту Бутантан під керівництвом Антоніо Бресковіца до складу якої входили Алехандре Бональдо, Адальберто Сантос, Рікардо Отт та Крістіна Реймс. За словами керівника дослідження, воно тривало близько двох з половиною років. Публікацію щодо відкриття довелося відкласти через пожежу в зазначеному інституті, що сталася у 2010 році — внаслідок неї більшість колекції зібраних дослідниками зразків представників нового роду була знищена.

## Опис
Представники роду Predatoroonops мають розміри від 1,8 до 2,1 мм. Характерними рисами є довгі та членисті хеліцери самців, видовжені назад генітальні органи самиць і шипи на лапках представників обох статей. Зазвичай представників видів цього роду виявляють у лісовій підстилці. Дані щодо харчування і поведінки цих павуків поки що невідомі, оскільки всі дослідження проводилися на вже мертвих особинах.

## Назва
Рід названо на честь «Хижака» (англ. «Predator»), представника вигаданої іншопланетної раси з однойменного фільму 1987 року: хеліцери цих павуків здалися дослідникам схожими на подібні органи обличчя цього прибульця, коли наприкінці фільму він лишився без захисного шолому. Всі видові назви роду посилаються на імена, прізвища чи прізвиська персонажів, акторський склад, знімальну групу, пов'язані з цим фільмом справжні чи вигадані локації, тощо (див. нижче). Рід поділено на дві групи за ознакою наявності або відсутності серединної борозни у передній серединній частині хеліцер самців: види групи schwarzeneggeri мають таку, а види групи peterhalli — ні.

## Види
| Вид                            | Відкривач(і)                      | Штат, де поширений                        | На честь кого або чого названий (у випадках, якщо це персонаж, у дужках зазначено виконавця ролі)                                     |
| Група schwarzeneggeri          | Група schwarzeneggeri             | Група schwarzeneggeri                     | Група schwarzeneggeri |
| ------------------------------ | --------------------------------- | ----------------------------------------- | --- |
| Predatoroonops anna            | Brescovit, Rheims & Bonaldo       | Баїя                                      | Анна Гонсалвес, партизанка (Ельпідія Карілло)                                                                                         |
| Predatoroonops billy           | Brescovit, Rheims & Ott           | Ріо-де-Жанейро                            | Сержант Біллі Соул (Сонні Лендгем) |
| Predatoroonops blain           | Brescovit, Rheims & Ott           | Баїя                                      | Сержант Блейн Купер (Джессі Вентура)                                                                                                  |
| Predatoroonops dillon          | Brescovit, Rheims & Bonaldo       | Алагоас                                   | Капітан Джордж Ділон (Карл Везерс) |
| Predatoroonops dutch           | Brescovit, Rheims & Bonaldo       | Баїя                                      | Майор Алан «Датч» («Голландець») Шефер, протагоніст фільму (Арнольд Шварценеггер)                                                     |
| Predatoroonops maceliot        | Brescovit, Rheims & Ott           | Сан-Паулу                                 | Сержант «Мак» Еліот (Білл Дюк) |
| Predatoroonops poncho          | Brescovit, Rheims & Ott           | Ріо-де-Жанейро                            | Лейтенант Хорхе «Пончо» Рамірез (Річард Чавес)                                                                                        |
| Predatoroonops rickhawkins     | Brescovit, Rheims & Bonaldo       | Еспіриту-Санту                            | Сержант Рік Гоукінс (Шейн Блек) |
| Predatoroonops schwarzeneggeri | Brescovit, Rheims & Ott           | Ріо-де-Жанейро                            | Арнольд Шварценеггер, виконавець головної ролі у фільмі                                                                               |
| Predatoroonops vallarta        | Brescovit, Rheims & Bonaldo, 2012 | Ріо-де-Жанейро                            | Пуерто-Вальярта, мексиканське місто, одна з локацій, де знімали фільм                                                                 |
| Predatoroonops valverde        | Brescovit, Rheims & Ott, 2012     | Ріо-де-Жанейро                            | Вальверде, вигадана країна, де відбуваються події фільму                                                                              |
| Група peterhalli               |                                   |                                           | |
| Predatoroonops chicano         | Brescovit, Rheims & Santos        | Еспіриту-Санту                            | «Чикано» — ще одне прізвисько «Пончо» Раміреза, що означає його мексикансько-американське походження                                  |
| Predatoroonops mctiernani      | Brescovit, Rheims & Santos        | Сан-Паулу, Ріо-де-Жанейро, Санта-Катарина | Джон МакТірнан, режисер фільму |
| Predatoroonops olddemon        | Brescovit, Rheims & Santos        | Ріо-де-Жанейро                            | Дослівно «старий демон» — відсилка до висловлювання Анни щодо «Хижака», якого знали в її селищі як «демона, що робить з людей трофеї» |
| Predatoroonops peterhalli      | Brescovit, Rheims & Santos        | Сан-Паулу                                 | Кевін Пітер Голл, актор, що виконав роль «Хижака»                                                                                     |
| Predatoroonops phillips        | Brescovit, Rheims & Santos        | Баїя                                      | Генерал Гомер Філіпс (Роберт Армстронг)                                                                                               |
| Predatoroonops yautja          | Brescovit, Rheims & Santos        | Мінас-Жерайс                              | «Яутжа» — самоназва раси «Хижаків», що використовується у «розширеному всесвіті» за мотивами фільму                                   |